# Municipio de Zestafoni
El Distrito de Zestafoni (en georgiano:ზესტაფონის მუნიციპალიტეტი) es un raión de Georgia, en la región de Imericia. La capital es la ciudad de Zestafoni. La superficie total es de 423 km² y su población es de 56 532 habitantes.

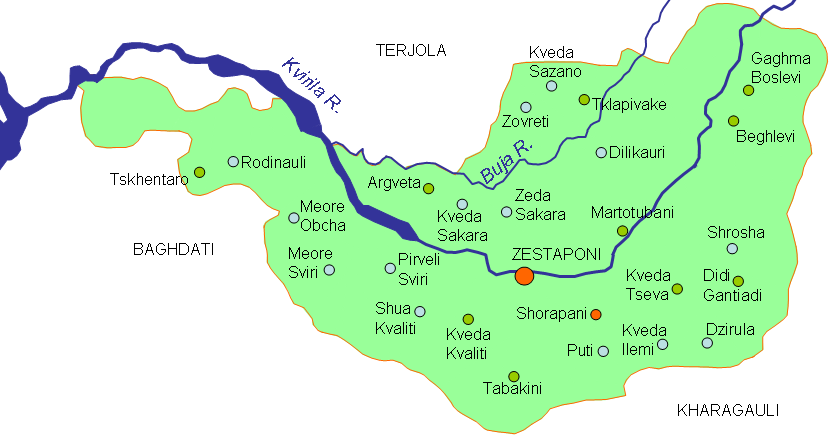
Mapa del distrito de Zestafoni

- Datos: Q2464187
- Multimedia: Zestaponi Municipality / Q2464187